# Margański & Mysłowski EM-11 Orka

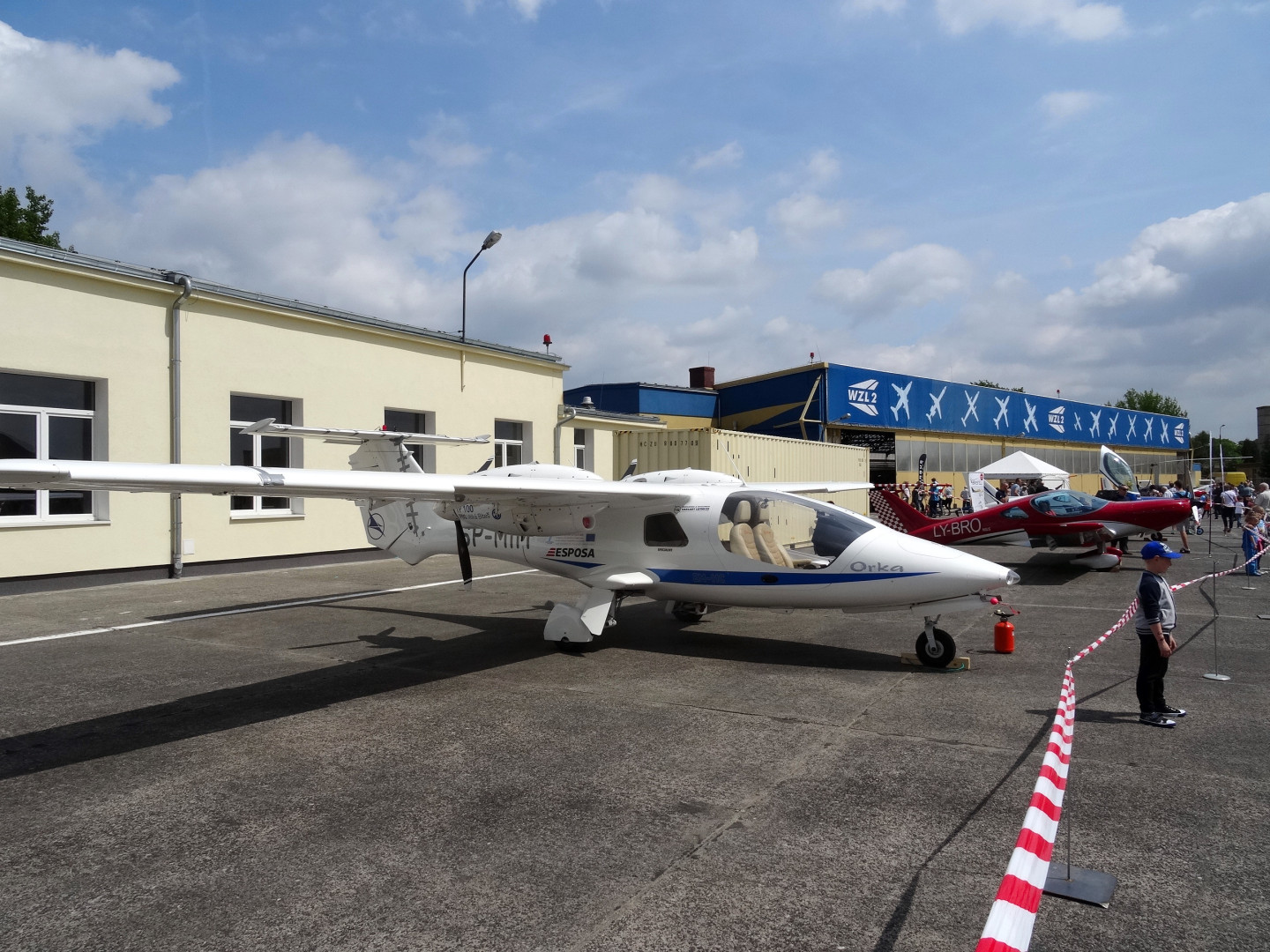
SP-MIN projeto ESPOSA

O EM-11 Orka (orca) é uma aeronave bimotor de pequeno porte direcionado a turismo e aviação executiva, de fabricação Polonesa.

## Historia
O EM-11 foi projetado por Edward Margański, da Margański & Mysłowski Zakłady Lotnicze (Margański & Mysłowski Aviation Works), conhecido pelos projetos de planadores de classe mundial (Swift S-1, MDM-1 Fox). O trabalho nesta nova aeronave leve e de baixo custo, de configuração não-ortodoxa, com fuselagem fina e dois motores, começou em 2001. O avião foi construído com estrutura em concha inteiramente feita de compósito de carbono e enchimento em forma de colmeia, com trem de pouso triplo, fixo, duas rodas atras e uma a frente, sendo essa direcional, a cabine, de 4 lugares, é equipada com uma porta grande que se abre para cima na frente e uma escotilha na parte central. O espaço para carga foi criado atrás dos bancos traseiros.
O primeiro protótipo EM-11 Orka  foi o de matricula SP-YEN, voou pela primeira vez em 8 de agosto de 2003. Ele contava com motores Rotax 912 (100 hp). O segundo protótipo, registrado SP-YEP, sendo um padrão para a variante de produção serial EM-11C, voou em 20 de outubro de 2005 com motores Lycoming IO-320 e trem de pouso retrátil. Em abril de 2011, o EM-11C Orka foi certificado pela EASA  e está atualmente em produção. Antes da certificação, os protótipos e mais três aeronaves haviam sido construídos.

## Características
A aeronave é adaptada para voos VFR durante o dia e a noite e, no futuro, também para voos IFR. A asa pode ser dobrada para facilitar os "hangarings", equipados com abas e ailerons controlados eletricamente. Dois tanques de combustível com capacidade de 200 litros foram construídos nas asas.
Várias variantes estão planejadas, incluindo, uma aeronave de patrulha com uma cabeça FLIR, de detecção infravermelha, uma ambulância aérea, um avião de carga e uma versão anfíbia.

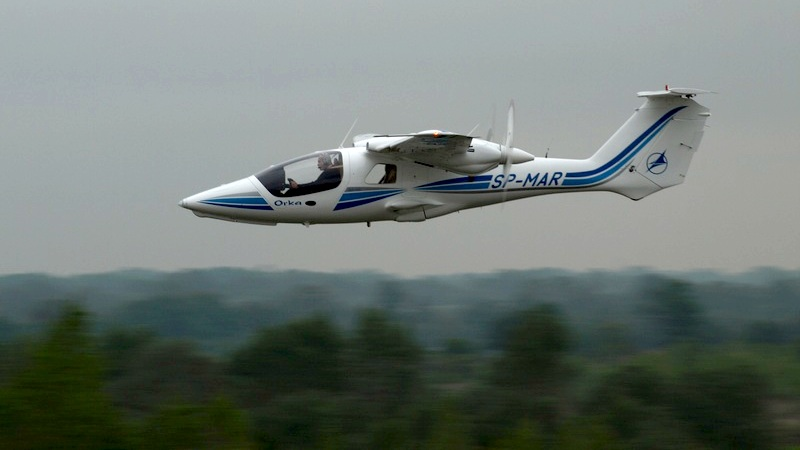
EM-11C Orka

Outras caracteristicas enautecidas pelo fabricante são:
- Alcance de até 1700 km

Impressionante para esta classe de aeronave - você pode chegar a qualquer destino dentro de 1.700 km sem parar.
- Custos operacionais

O custo do voo de uma hora é de US $ 177 e é cerca de 10% menor que o custo de uma classe de aeronave semelhante (assumindo 500 horas de voo anual, sem depreciação).
- Ergonomia e segurança
- Excelente visibilidade ao redor da cabine
- Conforto da viagem
- Aterragem em aeroportos gramados

## Especificações
Características Gerais
- Tripulação: 1
- Capacidade: 3 passageiros
- Comprimento: 8,7 m (28,56 pés)
- Envergadura: 13,4 m (44 ft )
- Largura:  10,5 m (34 pés 5 pol) asas dobradas
- Altura: 2.58 m (8 pés 6 pol.)
- Área da asa: 16,5 m2 (178 pés quadrados)
- Peso máximo de decolagem: 1.820 kg (4.012 lb)
- Motor: 2 × motores de pistão Lycoming IO-320 refrigerados a ar de 4 cilindros e oposição horizontal, 118 kW (158 hp cada)
- Hélices: hélices de velocidade constante MTV-12 de 3 lâminas rotação LH e RH

Performance
- Velocidade máxima: 359 km / h (223 mph, 194 kn)
- Velocidade de cruzeiro: 261 km / h (162 mph, 141 kn)
- Velocidade de travagem: 109 km / h (68 mph, 59 kn)
- Alcance: 1.700 km (1.100 milhas, 920 nmi) com 45 minutos de reserva
- Taxa de subida: 5,1 m / s (1.000 pés / min)
- Consumo de combustível AVGAS 100LL com 75% da potência do motor: 52 l / h